# 企业挤压
《企业挤压》（英語：Corporate Crush）是美国情景喜剧《我为喜剧狂》第1季的第19集，由助理执行制片人约翰·里奇编剧，唐·斯卡迪诺担任导演，2007年4月12日通过全国广播公司在美国首播。客串出演这集的演员包括凯文·布朗、格里兹·查普曼、约翰·卢兹、艾米莉·莫迪默、马里克·潘考利、杰森·苏戴奇斯、雷普·汤恩和山口晃（Akira Yamaguchi）。
在这一集里，全国广播公司电视节目《与崔西·乔丹》的首席编剧丽兹·莱蒙（Liz Lemon，蒂娜·菲饰）正与一位名叫弗洛伊德·德巴伯的同事展开热恋，但顶头上司，公司副总裁杰克·唐纳吉（Jack Donaghy）对弗洛伊德的一些举动让她有些厌烦。杰克被降级后开始与菲比展开一段恋情，而男演员崔西·乔丹（Tracy Jordan）则在试图向通用电气公司首席执行官唐·盖斯引荐了自己拍摄一部新片《杰弗逊》（Jefferson）的构想。
《企业挤压》受到了电视评论员较为正面的评价，IGN网站的罗伯特·坎宁（Robert Canning）称赞这集很“实在”
。根据尼尔森收视率调查的数据，本集在美国首播时吸引了510万户家庭观看。此外节目的混音师格里芬·理查森（Griffin Richardson）还获得了一项艾美奖提名。

## 剧情
丽兹·莱蒙自与弗洛伊德正式交往以来每天心情都很好，两人的关系也稳步向前发展。通用电气CEO唐·盖斯因杰克·唐纳吉是公司里唯一还没结婚的副总裁而将之降级，杰克对此郁闷不已。丽兹决定在晚饭时介绍男友弗洛伊德和老板杰克认识，谁知杰克就像抓到救命稻草一样，到哪儿都跟着两人，成了老大一只电灯泡。丽兹对此很是厌烦，要求杰克离弗洛伊德远点儿。杰克同意了，告诉丽兹自己正在和一位名叫菲比的佳士得拍卖行艺术品交易商交往，并请求丽兹祝福他们，当丽兹表示肯定时，他马上就向菲比求婚了。
全国广播公司喜剧小品节目《与崔西·乔丹》的头牌明星崔西·乔丹打算拍摄一部根据托马斯·杰弗逊生平改编的电影《杰弗逊》，想请唐·盖斯为其注资。为此他还安排电视台的杂工跟班肯尼斯·帕塞尔（Kenneth Parcell，杰克·麦克布瑞尔饰）以及自己的两位随从达特·康·斯莱特里和格里兹·格里斯伍德一起拍摄了一段预告片。可是盖斯对这个预算为3500万美元的电影项目不感兴趣，宁愿让崔西给以前出演的电影《肥婊子》（Fat Bitch）再拍一部续集。于是崔西决定自己来投拍《杰弗逊》。

## 制作

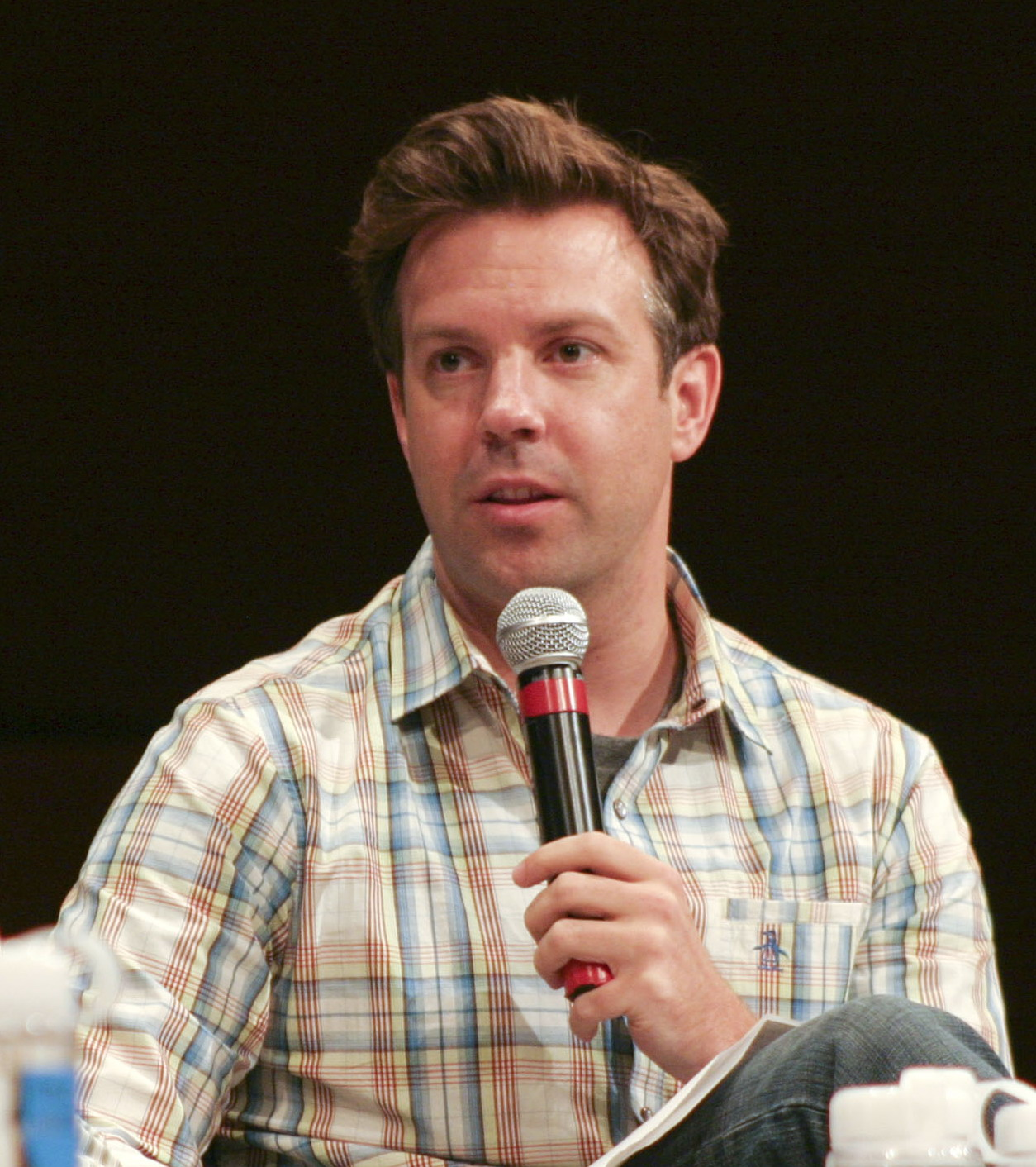
《企业挤压》是杰森·苏戴奇斯出演的第5集《我为喜剧狂》

《企业挤压》由助理执行制片人约翰·里奇编剧，唐·斯卡迪诺执导，这是里奇继《相亲》和《头与头发》以来第3次担任本节目的编剧，也是斯卡迪诺导演的第5集《我为喜剧狂》。《企业挤压》于2007年4月12日通过全国广播公司在美国首播，是第一季的第19集。
扮演弗洛伊德·德巴伯的喜剧演员杰森·苏戴奇斯是全国广播公司喜剧小品《周六夜现场》的一名主要演员。《我为喜剧狂》的主创人、执行制片人兼女主演蒂娜·菲是该节目1999至2006年的首席编剧，并且和崔西·摩根均曾是该节目的主要演员。这已经是苏戴奇斯出演的第5集《我为喜剧狂》。饰演菲比一角的女演员艾米莉·莫迪默是首次在本剧中亮相，她之后还将出现在这一季的最后两集《克利夫兰》和《裂缝》中，其中后者将是她在这一剧集中的最后一次客串出演。莫迪默在接受《费城问询报》采访时表示参加《我为喜剧狂》的演出是一场非常奇妙的体验，比她之前出演过的任何一部情景喜剧的速度都要快。演员会在前往拍摄地点的路上拿到台词，镜头周围会站上10个人，要是他们看了觉得不好笑，马上就会有人写一段新的台词重新来过。此外，男演员雷普·汤恩也继2007年2月15日在美国播出的《C开头的那个词》后第2次客串扮演通用电气首席执行官唐·盖斯。

## 反响
根据尼尔森收视率调查的数据，《企业挤压》在美国首播时一共有约510万户家庭观看，在18-49岁人群中收获了2.6 / 7的收视率，这意味着节目播出时全美所有该年龄段人群里有2.6%观看本剧，而在所有当时有看电视的这一年龄段观众群中则有7%选择收看《企业挤压》，与上一集《焰火》首播时540万户家庭观看的成绩相比有所下降。
本集节目受到了电视评论员较为正面的评价。IGN网站的罗伯特·坎宁称赞《企业挤压》是“实在的一集”，《我为喜剧狂》看起来也把握了故事讲述的适当步幅。他还补充道，“随着逐渐接近这一季的终点，我们也很高兴地看到《我为喜剧狂》已经开始朝一个出色的结局迈进”。坎宁最终给予这一集的评分为8（最高为10）。电视指南的马特·韦伯·米托维奇（Matt Webb Mitovich）指出，“虽然‘我的男性朋友和我的男朋友纠缠不清’的把戏已经在电视情景喜剧中玩到令人生厌，但《我为喜剧狂》由于让观众预先看到了由崔西·乔丹出演的《杰弗逊》而值得我们的原谅。”美国在线电视小队的朱丽亚·沃德（Julia Ward）给予这集的评分为5（最高为7），称简·科拉克斯基出演的简娜·玛隆妮一角的缺席正是节目的一个优点，她说“我其实喜欢简·科拉克斯基，但我实在是不想看到她出场。”对于杰克和丽兹在这集里的关系，沃德认为两人的相互尊重令人感到不安，但还是让“亚历克·鲍德温表现出了他的演员实力”。此外，沃德还表示自己观看《我为喜剧狂》已经不是为了了解剧情的进展，而是为了“搞怪”。
《我为喜剧狂》的混音师格里芬·理查森获得了黄金时段艾美奖杰出半小时长喜剧、正剧及动画类混音创意艺术奖提名，但最终败给了因《我家也有大明星》获提名的史蒂夫·莫朗兹（Steve Morantz）和因《实习医生成长记》获提名的乔·弗格里亚（Joe Foglia）。